# Phyllonorycter nipponicella
Phyllonorycter nipponicella är en fjärilsart som först beskrevs av Syuti Issiki 1930.  Phyllonorycter nipponicella ingår i släktet guldmalar, och familjen styltmalar. Inga underarter finns listade i Catalogue of Life.